# Lazarev kanjon
Lazarev kanjon (srpski: Лазарев кањон) ili kanjon Lazareve rijeke nalazi se desetak kilometara od Bora. To je najdublji i najduži kanjon u istočnoj Srbiji. Zbog strmine njegovih stjenovitih litica, do danas nije u potpunosti ispitan. Kanjon je poznat po brojnim špiljama i jamama. Dug je do 9 kilometara i visok između 300 i 500 metara. Urezan je u vapnenački masiv planine Južni Kučaj, a kroz nju teče istoimena rijeka. Sa svih strana zaštićen je stjenovitim grebenima: Malinik (1.087 m) uzdiže se s juga i jugoistoka, Strnjak (720 m) i Kornjet (696 m) sa sjevera, a Pogara (883 m) i Mikulja (1.022 m) sa zapada. Litice kanjona su okomite i ravne, a u najužem dijelu širina kanjona je manja od 7 metara. Sadrži preko 70 špilja. Otkriveni su i dostupni su samo neki od njih, poznati kao Zlotska špilja (Lazareva špilja, Vernjikica, Hajdučica, Mandina špilja, Dubašnička jama i dr.).

## Povijest Lazarevog kanjona
Lazarov kanjon, kroz koji teče istoimena rijeka, bio je za vrijeme Turaka jedno od najvažnijih skloništa za homoljske hajduke. Ulazak u ovaj kanjon značio je spas za hajduke, jer se Turci nikada nisu usudili slijediti ih.

Prema legendi, nakon bitke na Marici 1371. god., konjanici kneza Lazara došli su u ovo područje i zadržali se neko vrijeme, te je po njima dobila ime rijeka i kanjon.

## Lazareva špilja
Lazareva špilja je najpoznatija znamenitost kanjona. To je suha, zatvorena špilja, s izvorskom vodom, bogato ukrašena špiljskim stupovima, draperijama, bigrenom i kalcitnim kadama, kao i nakitom od stalaktita i stalagmita visine do nekoliko desetaka metara. Na samom ulazu nalaze se špiljske svijeće od snježno bijelog kristaliziranog kalcita. Nakit Lazarove špilje nazivaju oblicima na koje podsjeća, pa su tako najpoznatiji ukrasi Stogovi, Fontana, Plast, Bizon, Carska loža, Dirigent, Orkestar, Slapovi itd.
U špilji su pronađena tri pretpovijesna kulturna horizonta. Od najstarijeg, bakrenog doba pronađen je velik broj keramičkih predmeta i oruđa od kostiju (šila, dlijeta i noževi). U brončano doba špilja je služila kao lovna postaja, a u željezno doba kao središte metalurgije.
Zaštićeni je spomenik prirode od 1949. godine, a 2005. proglašen je objektom geonaslijeđa Srbije na teritoriju spomenika prirode Lazarev kanjon.

## Vanjske poveznice
- Putovanje kroz Lazarev kanjon